# Risan
Risan (črnogorska cirilica Рисан) je mesto z okoli 2.000 prebivalci v Kotorskem zalivu v Črni gori. Izvira iz antičnega naselja Rhizon, najstarejšega naselja v Kotorskem zalivu.
Leži v najtesnejšem severnem delu zaliva, pod strmimi planinskimi grebeni, na križišču stare ceste iz notranjosti Črne gore (Nikšić) in priobalne ceste Herceg Novi - Kotor.
Medtem ko na kraški planoti Krivošije, ki visi strmo nad ozko obalo zaliva Risan, letno pade več kot 5000 mm dežja (evropski rekord), se v ozkem obdelovalnem pasu pri Risanu zbere več močnih kraških izvirov.

## Zgodovina
Risan je staro ilirsko naselje, ki se v arhivskih dokumentih prvič omenja leta 229 pr. n. št. kot Rhisinium. Tega leta je ilirska kraljica Tevta v  pogajanjih z Rimljani zaprosila za sklenitev miru. Rimljani so skušali zavojevati njeno kraljestvo, kar se jim je posrečilo šele leta 168 pr. n. št. V rimskih časih je Rhiszinium dokumentiran kot oppidum civium Romanorum, najbolj uspešen čas pa je prišel v 1. in 2. stoletju, ko so bile zgrajene velike vile in je mesto imelo 10.000 prebivalcev. Pet mozaikov je najdragocenejši ostanek tega obdobja - ne samo za Risan, ampak tudi za Črno goro. V času Rimljanov se je mesto močno okrepilo, ko pa se je okrepil še Kotor, je Risan polagoma izgubljal premoč v zalivu. 
Okoli leta 500 je postal rimokatoliška škofija Risano. Vpadi Avarov in Slovanov so mesto opustošili. Zadnja omemba rimskega škofa v Risanu sega v leto 595.
V 10. stoletju je bizantinski cesar Konstantin VII. Porfirogenet Risan vključil med naseljena mesta Travunije, medtem ko dukljanski duhovnik Risseno štel za okrožje.
Ob potresu  1667 je stari del naselja utonil v morje.
Risan je v srednjem veku izgubil pomen, ki ga je imel v antičnih časih. Sredi 15. stoletja se je Risan imenoval Herceg Stjepan. Leta 1466 so Benečani ponudili, da bi otok Brač in palačo v Splitu podarili Hercegu Stjepanu v zameno za njegovi dve mesti (Risan in Novi) v Boki kotorski. Turki so leta 1482 prevzeli Risan, skupaj s Herceg Novim, od sina Hercega Stjepana, Vlatka in ga uporabili kot podlago za svoje gusarje za napade na beneške ladje iz njihovih bližnjih posesti Cattaro in Perasto. Po popisu prebivalstva leta 1627 je imel Risan 800 državljanov. 570 je bilo muslimanov, 150 pravoslavnih in 80 katoličanov
Šele leta 1688 je Risan postal beneški kot del Beneške Albanije z beneškim imenom Risano in užival začasno gospodarsko rast. V naslednjih stoletjih je imel Risan enako usodo kot celotna Dalmacija. Med drugo svetovno vojno je bil del Kraljevine Italije v italijanskem guvernatoratu Dalmacija in sedaj del nove neodvisne Črne gore.
Izmed spomenikov burne preteklosti so najpomembnejši: velik rimski mozaik iz začetka 2. stoletja s podobo boga Hypnosa, nato deli potopljene antične arhitekture, trdnjavi Grkavac in Ledenica (16. - 17. st.), cerkvi sv. Petra in Pavla ter Nadangela Mihaela (1767).

### Sodobni Risan
V današnjem Risanu ni elementov, ki bi ga lahko povezali s srednjeveškim mestecem. Risan ob morju je bil verjetno le naselje. Na hribu Gradina, nad znamenitim arheološkim najdiščem Carine, je utrdba, ki vsebuje ostanke ilirske akropole, pa tudi srednjeveški in turški sloj. Položaj utrdbe je bil odličen, predvsem za nadzor poti Risan - Onogošt, medtem ko je bilo samo pogorje nedostopno.
Danes je Risan majhno pristanišče z približno 2000 prebivalci (leta 1900: približno 5000 prebivalcev, od tega 80 % pravoslavnih, 20 % katoličanov), kamor se je les iz ogromnih pragozdov Bijele gore odvažalo večinoma v Italijo. Risan je turistično mesto, ki ima hotel, imenovan po svoji najbolj znani državljanki, kraljici Tevti, s spremljajočimi lepimi plažami.

## Legenda
Po ustnem izročilu je nekje nad Risanom  grob feničanskega kralja Kadmosa, mitološkega ustanovitelja Teb in ugrabljene Harmonije.

## Demografija
| 1948 | 1953 | 1961 | 1971 | 1981 | 1991 | 2003 |      |      |      |
| г    | 969  | 1038 | 1227 | 1461 | 1766 | 2047 | 2117 | 2009 | 2083 |